# Alkonost

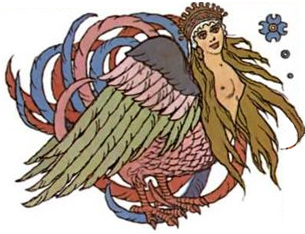
Alkonost de Ivan Bilibin

Alkonost é o pássaro do paraíso na Mitologia Eslava. Ela tem o corpo de um pássaro com rosto de mulher. O nome Alkonost vem de semi-deusa grega Alcíone transformada pelos deuses em um martim-pescador. A Alkonost se reproduz botando seus ovos na costa marítima e depois colocando eles na água. O mar então se acalma por seis ou sete dias ao ponto que os ovos chocam, formando uma tempestade. Para a Igreja Ortodoxa Russa Alkonost personifica a vontade de Deus. Ela vive no paraíso, mas vem para o nosso mundo para entregar mensagens. Sua voz é tão doce que qualquer pessoa que a ouve pode esquecer de todas as coisas. Diferente de Sirin, criatura similar, ela não é maldosa.

## Galeria

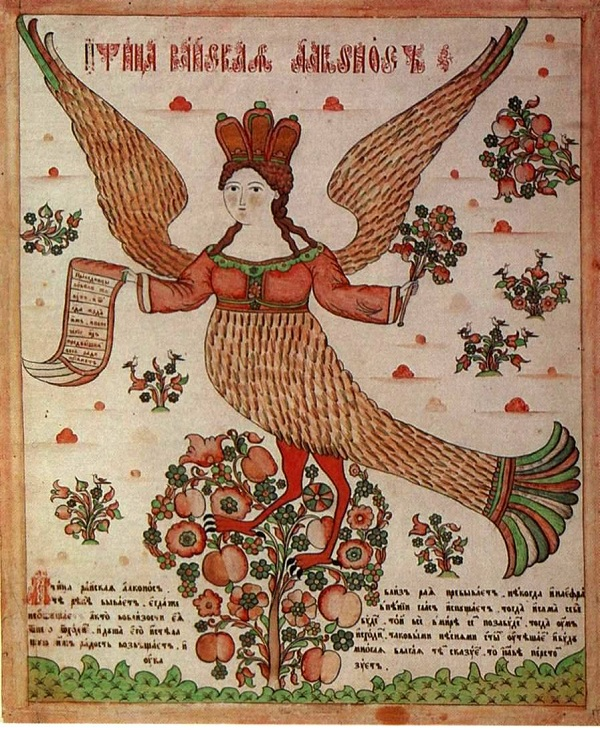
Lubok picture
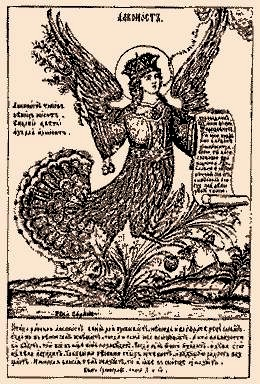
Postcard, 1908
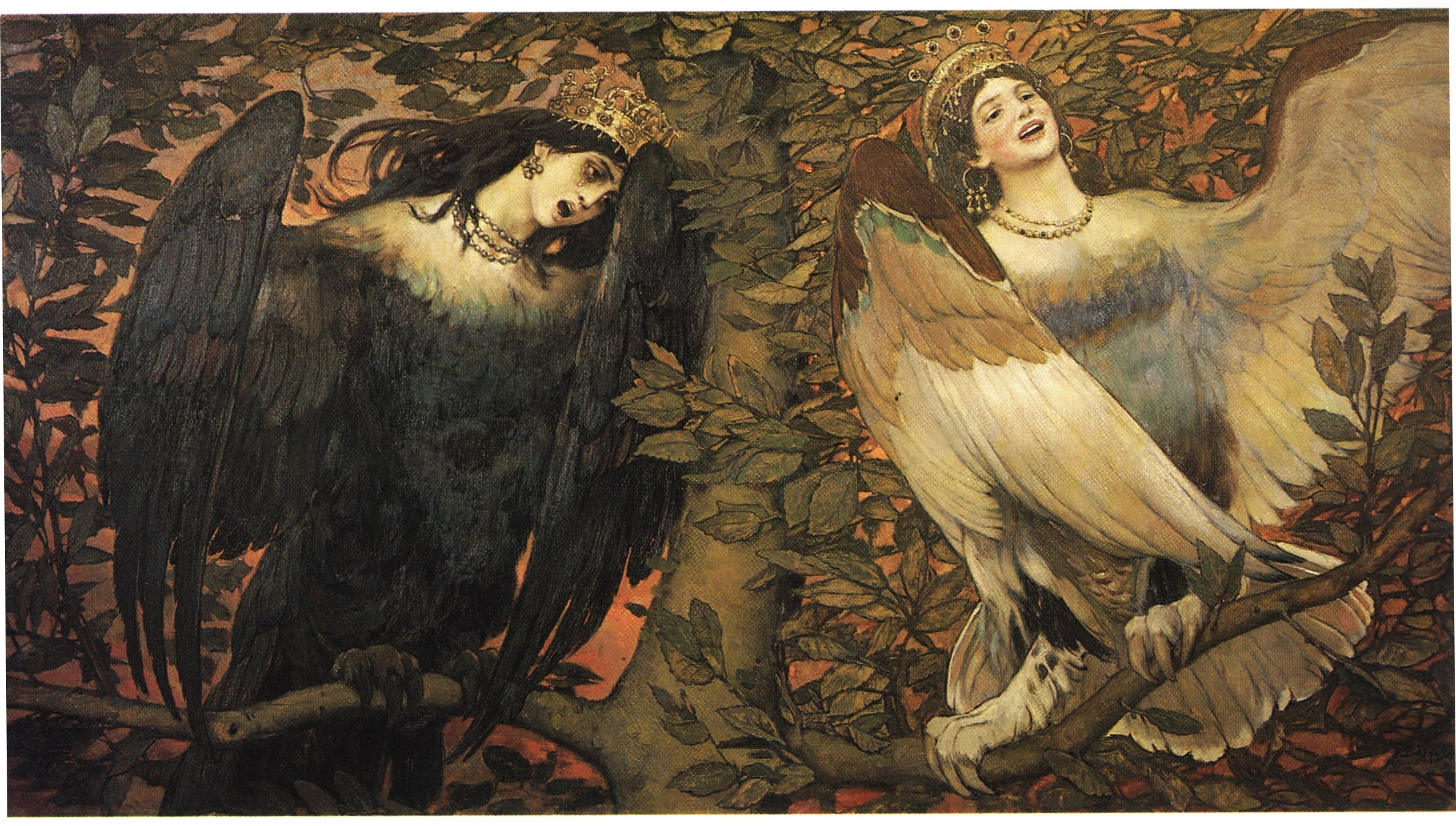
Viktor Vasnetsov's Sirin (left) and Alkonost (right) Birds of Joy and Sorrow (1896)